# Средно училище „Христо Смирненски“ (Черноочене)
Средно училище „Христо Смирненски“ е гимназия в село Черноочене, област Кърджали. Създадена е през 1912 г. Патрон на училището е Христо Смирненски. То е разположено в махала Пряпорец. През учебната 2024/2025 година в него се обучават над 450 деца. От 2024 г. директор на училището е Мехмед Сали.

## История
Училището е приемник на създаденото през 1912 г. частно духовно училище в селото, което се е издържало от настоятелството при джамията. Някъде около 1920 г. е утвърдено от Министерството на народната просвета на Царство България. След 1922 г. се създават три класни стаи и училището добива характер на частно турско начално училище от І до ІV клас. През учебната 1934/1935 г. то се централизира към село Пчеларово (Кърджалийска околия) и се управлява от главен учител, който е пряко подчинен на средищния директор в село Пчеларово. В периода през  1938 – 1942 г. персоналът на училището се назначава от пограничен училищен инспектор със седалище град Кърджали. След 1942 г. училището се управлява от Областна училищна инспекция със седалище град Стара Загора. Училището е духовно до 1944 г. След 1945 г. от начално училище прераства в непълно основно и се открива V клас. Издръжката, както и преди това, продължава да бъде като на частно основно училище. През 1947 г. училището се отделя като отделно средище при Селския народен съвет – Черноочене. От учебната 1948/1949 година училището става държавно турско основно училище. Издръжката му се поема от бюджета на Селския народен съвет, а заплатите на учителите се изплащат от държавата. През 1952 г. то вече е пълно основно училище. През учебната 1960/1961 година е построено ново училище в махала Пряпорец. От учебната 1964/1965 година училището става Средно политехническо училище, а през 1966 г. негов патрон става поетът Христо Смирненски. През учебната 1973/1974 г. е преобразувано в Единно средно политехническо училище (ЕСПУ), а през учебната 1990/1991 г. в Средно общообразователно училище.